# Nellenberg (Weitnau)
Nellenberg (mundartlich: Neləbərg, Neləbərg na) ist ein Gemeindeteil der Marktgemeinde Weitnau im bayerisch-schwäbischen Landkreis Oberallgäu.

## Geographie
Das Dorf liegt circa 3,5 Kilometer nordwestlich des Hauptorts Weitnau und direkt nördlich von Kleinweiler. Nördlich der Ortschaft fließt die Wengener Argen. Westlich verlaufen die Bundesstraße 12 sowie die Untere Argen, die wiederum die Landesgrenze zu Isny im Allgäu in Baden-Württemberg bildet.

## Ortsname
Der Ortsname stammt vom mittelhochdeutschen Personennamen Nëlle und bedeutet (Siedlung am) Berg des Nëlle. Möglich ist auch ein Bezug zu einem Grafen Nellenburg, der in der Nähe eine Vorgängerburg der Alt-Trauchburg besaß.

## Geschichte
Nördlich der Ortschaft verlief in der Antike die Römerstraße Kempten–Bregenz. Nellenberg wurde erstmals 1419 mit Kunz Müller zu Nellenberg erwähnt. 1473 wurde zudem eine Mühle am Teich mit der Ortschaft erwähnt. 1790 fand die Vereinödung des Orts statt. 1812 wurde zwei Anwesen in Nellenberg gezählt. Durch die Eröffnung des Bahnhofs Kleinweiler-Hofen an der Bahnstrecke Kempten–Isny wuchs der Ort stark an. Nellenberg gehörte einst der Herrschaft Trauchburg an, später der Gemeinde Wengen, die 1972 nach Weitnau eingemeindet wurde.